# Lettre Cher John
Dans le monde anglo-saxon, une lettre Cher John (en anglais Dear John letter) est une lettre écrite à un homme par sa femme ou sa partenaire amoureuse pour l'informer que leur relation est terminée, généralement parce que celle-ci a rencontré quelqu'un d'autre. L'homme est souvent un membre de l'armée stationné à l'étranger, bien que ce type de lettre puisse être utilisée d'autres manières, notamment lorsque l'homme la découvre à son retour du travail au domicile du couple vidées des affaires de l'épouse ou compagne.

## Origine et étymologie
Bien que les origines exactes de l'expression soient inconnues, on pense généralement qu'elle a été inventée par les Américains pendant la Seconde Guerre mondiale. "John" était le prénom  masculin pour les nouveau-nés le plus populaire et le plus courant en Amérique chaque année, de 1880 à 1923, ce qui en fait un nom de substitution raisonnable pour désigner ceux en âge de servir dans l'armée durant ce conflit. Un grand nombre de soldats américains ont été stationnés à l’étranger pendant plusieurs mois ou années et, au fil du temps, nombre de leurs épouses ou petites amies ont décidé d'entamer des relations avec un autre homme, plutôt que d'attendre le retour de leur époux ou compagnon. Une des plus célèbres "Cher John" connue à ce jour, est celle écrite par Agnès von Kurowsky à Ernest Hemingway, le 7 mars 1919.
Comme les lettres adressées aux militaires par leurs épouses ou petites amies restées au pays contenaient généralement un langage affectueux tel que « Cher Johnny », « Mon très cher John » ou simplement « Chéri » ("Dear Johnny", "My dearest John" ou "Darling"), un militaire recevant une note commençant par un bref « Cher John » alors qu'il était habitué à une entame plus chaleureuse,  prendrait instantanément conscience du but de la lettre.
Une référence au milieu de la guerre aux lettres Dear John fut faite dans un article de l'United Press du 21 mars 1944.
Un écrivain, dans le Democrat and Chronicle (en), quotidien de Rochester dans l'état de New York, le résumait ainsi en août 1945 :

« "Dear John", ainsi débute la lettre "J'ai trouvé quelqu'un d'autre que j'estime énormément. Je pense que la seule solution est que nous divorcions". C'est ainsi que commençaient généralement ces lettres qui racontaient l'infidélité des épouses de militaires... Les hommes les appelaient des "Dear Johns". »

On a prétendu que la guerre du Viêt Nam avait inspiré plus de lettres Dear John que tout autre conflit américain. Plus tard, ce type de lettre constitua le fond de la série télévisée britannique Dear John (en) diffusée en 1986 et 1987 et de la sitcom américaine, basée sur celle-ci, diffusée elle de 1988 à 1990, également intitulée Dear John (en).

## Voir également
- Lettre d'amour
- La Femme au gardénia, un film noir américain de Fritz Lang (1951) ayant pour point de départ  une lettre Dear John  « inversée » (c'est le petit ami militaire qui rompt)
- Dear John (en) (chanson de Taylor Swift)
- Dear John (en) (chanson de Hank Williams)
- A Dear John Letter (en) (chanson de Jean Shepard et Ferlin Husky)